# Émile Poëncin
Émile Poëncin (Joigny, 22 avril 1889 - Villejuif, 9 juin 1967) est un relieur et syndicaliste français.

## Biographie
Émile Poëncin est diplômé de l'École Estienne, promotion 1902-1906.
Meilleur ouvrier de France en reliure, Émile Poëncin exerce des fonctions au sein du syndicat CGTU du Papier-Carton dans les années 1920. Il appartint à la commission exécutive de la Fédération unitaire du Livre en 1933.

## Quelques réalisations
- Kim de Rudyard Kipling
- Les aventures du dernier abencérage de François-René de Chateaubriand[3]